# Victoria Abril

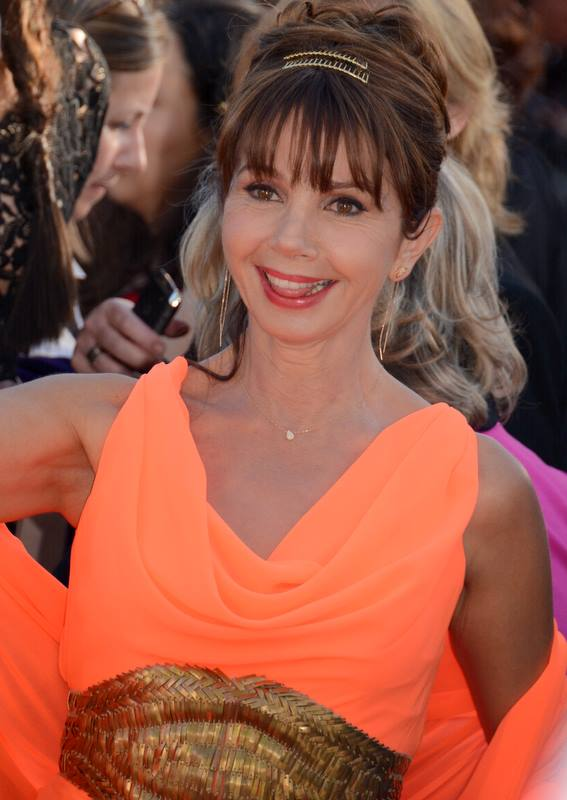
Victoria Abril, 2013

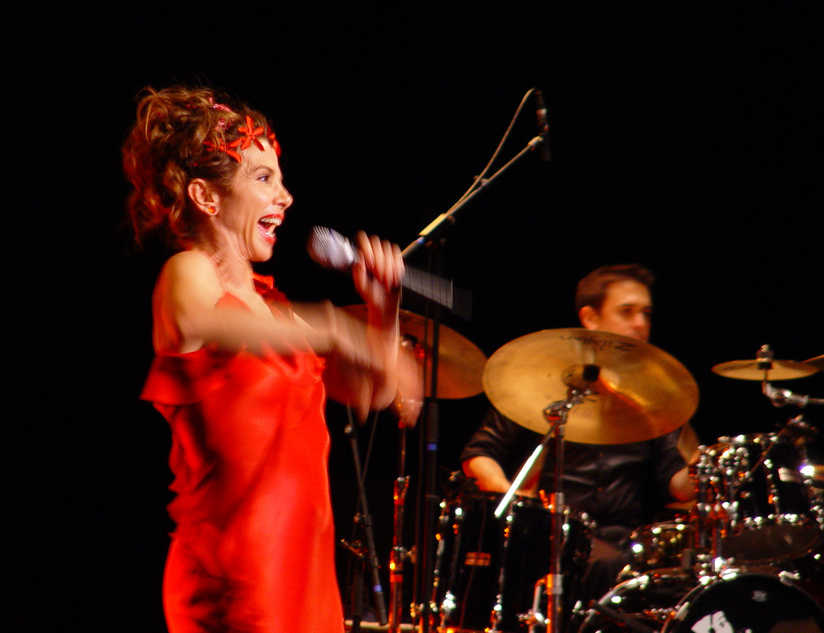
Victoria Abril, 2006

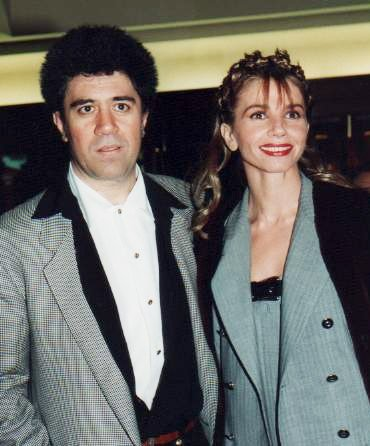
Abril mit Pedro Almodóvar bei der César-Verleihung 1993

Victoria Abril (* 4. Juli 1959 in Madrid; eigentlich Victoria Mérida Rojas) ist eine spanische Schauspielerin.

## Leben
Abril wurde mit acht Jahren im klassischen Tanz ausgebildet und hatte mit 14 Jahren ihre ersten Theaterauftritte. Sie begann ihre Filmkarriere 1975 in Spanien bereits als Jugendliche und drehte dann in tragenden Rollen zahlreiche Filme auch in Frankreich und Italien. Gleichzeitig begann sie eine Karriere als Fernsehmoderatorin, wobei sie durch Sendungen wie Un, dos, tres, responda otra vez und 625 lineas führte.
Zum internationalen Star stieg sie erst 1990 durch die anspruchsvolle Hauptrolle in dem kontrovers diskutierten Film Fessle mich! auf. Sie wurde dadurch zur Muse von Regisseur Pedro Almodóvar, der sie fortan regelmäßig in seinen Gesellschaftssatiren einsetzte.
Die Darstellerin gewann zahlreiche Preise, so wurde ihr auf der Berlinale 1991 der Silberne Bär verliehen und für ihre Verdienste um die Berlinale auf der Berlinale 1993 die Berlinale Kamera. Zwischen 1987 und 2002 war sie achtmal für den Goya als beste Schauspielerin nominiert und erhielt die Auszeichnung 1996. Neben ihrer Tätigkeit als Schauspielerin trat sie insbesondere in den 1970er Jahren auch im spanischen Fernsehen als Moderatorin von Quizsendungen auf. Sie ist Mitglied der Europäischen Filmakademie.
Nachdem sie bereits in den 1970er Jahren in Spanien einige Singles veröffentlicht hatte, folgte 2005 ihr erstes Musikalbum Putcheros do Brasil, auf dem sie spanische und französische Chansons interpretiert.
Sie war zweimal verheiratet und hat mit ihrem derzeitigen Lebenspartner Gérard de Battista zwei Söhne.

## Filmografie
- 1975: Obsesión
- 1976: Robin und Marian
- 1976: Zwei linke Brüder auf dem Weg zur Hölle (Storia di arcieri pugni e occhi neri)
- 1977: Ein langes Wochenende (El Puente)
- 1980: Wer spritzt denn da am Mittelmeer (Mieux vaut etre riche et bien portant que fauche et mal foutu)
- 1981: Alles fliegt dir um die Ohren (Comin’ at ya)
- 1982: Der Bienenkorb (La colmena)
- 1983: Ohne Schatten von Sünde (Sem sombra de pecado)
- 1983: Verheiratet mit einem Toten (J’ai épousé une ombre)
- 1983: Der Mond in der Gosse (La lune dans le caniveau)
- 1984: Die Abrechnung (L’addition)
- 1984: Eine unvergessliche Nacht (La noche más hermosa)
- 1984: In der Schusslinie (Rio abajo)
- 1984: Las bicicletas son para el verano
- 1985: Treibsand der Stille (After Darkness)
- 1985: Vater unser (Padre nuestro)
- 1986: Die Zeit der Stille (Tiempo de silencio)
- 1986: Max mon amour
- 1987: Das Gesetz der Begierde (La ley del deseo)
- 1987: Jagt und tötet ihn (El Lute)
- 1988: Sie töten aus Lust (El Placer de Matar)
- 1988: Baton Rouge – Tödliche Therapie (Baton Rouge)
- 1989: Si te dicen que caí
- 1990: Sandino
- 1990: Fessle mich! (¡Átame!)
- 1991: Amantes
- 1991: Tolle Zeiten (Une époque formidable)
- 1991: High Heels (Tacones lejanos)
- 1993: Intruso
- 1993: Kika
- 1994: Jimmy Hollywood
- 1994: Eine Frau für Zwei (Gazon maudit)
- 1996: Libertarias
- 1998: Die Last mit der Lust (Entre las Piernas)
- 1999: Drei Väter zuviel (Mon père, ma mère, mes frères et mes sœurs)
- 2000: 101 Reykjavík
- 2001: Sin noticias de Dios
- 2002: Et après?
- 2004: Incautos
- 2004: Cause toujours!
- 2004: El 7º día
- 2004: Escuela de seducción
- 2005: Les gens honnêtes vivent en France
- 2006: Kreuzritter 8 – Der weiße Ritter (Tirante el Blanco)
- 2006: Les aristos
- 2006: El camino de los ingleses
- 2008: Las Bandidas (Solo quiero caminar)
- 2008: Óscar. Una pasión surrealista
- 2008: 48 heures par jour
- 2008: Mejor que nunca
- 2009: X Femmes (Fernsehserie)
- 2010: Le grand restaurant (TV-Film)
- 2012: The Woman Who Brushed Off Her Tears
- 2012: Ziemlich dickste Freundinnen (Mince alors!)
- 2018: Bernarda
- 2019: Kommissar Caïn (Caïn, Fernsehserie, 2 Folgen)
- 2019: Three Days of Christmas (Miniserie, 3 Folgen)
- 2020: La lista de los deseos
- 2021: Sauver Lisa (Fernsehserie, 6 Folgen)
- 2021: Joséphine, ange gardien (Fernsehserie, 2 Folgen)
- 2021: Demain nous appartient (Fernsehserie, 20 Folgen)
- 2023: Jailbirds